# Augustinern 86 (Quedlinburg)

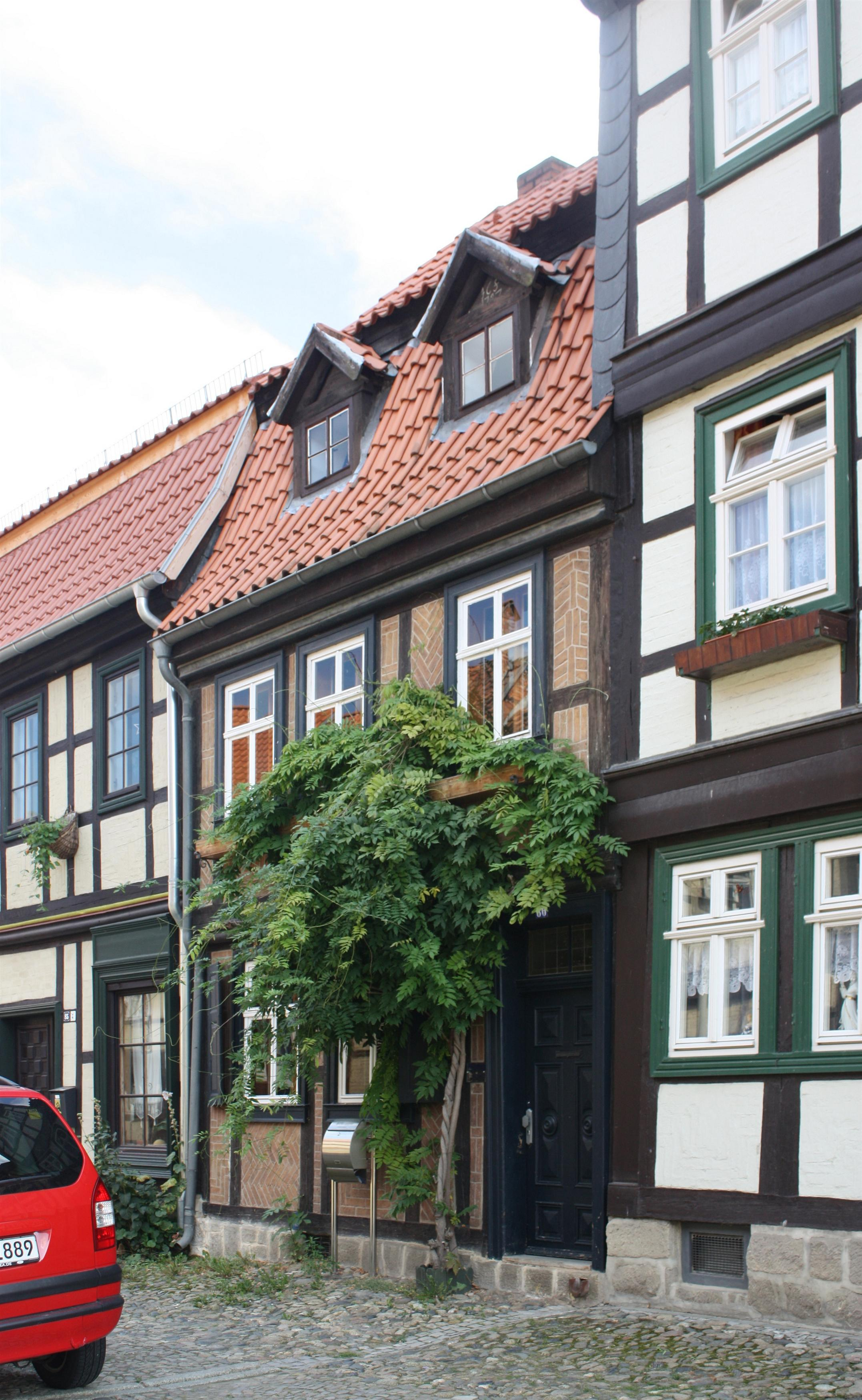
Haus Augustinern 86

Das Haus Augustinern 86 ist ein denkmalgeschütztes Gebäude in der Stadt Quedlinburg in Sachsen-Anhalt.

## Lage
Es befindet sich im nördlichen Teil der historischen Quedlinburger Neustadt und gehört zum UNESCO-Weltkulturerbe. Im Quedlinburger Denkmalverzeichnis ist es als Wohnhaus eingetragen. Östlich grenzt das gleichfalls denkmalgeschützte Haus Augustinern 84, 85, westlich das Haus Augustinern 87 an.

## Architektur und Geschichte

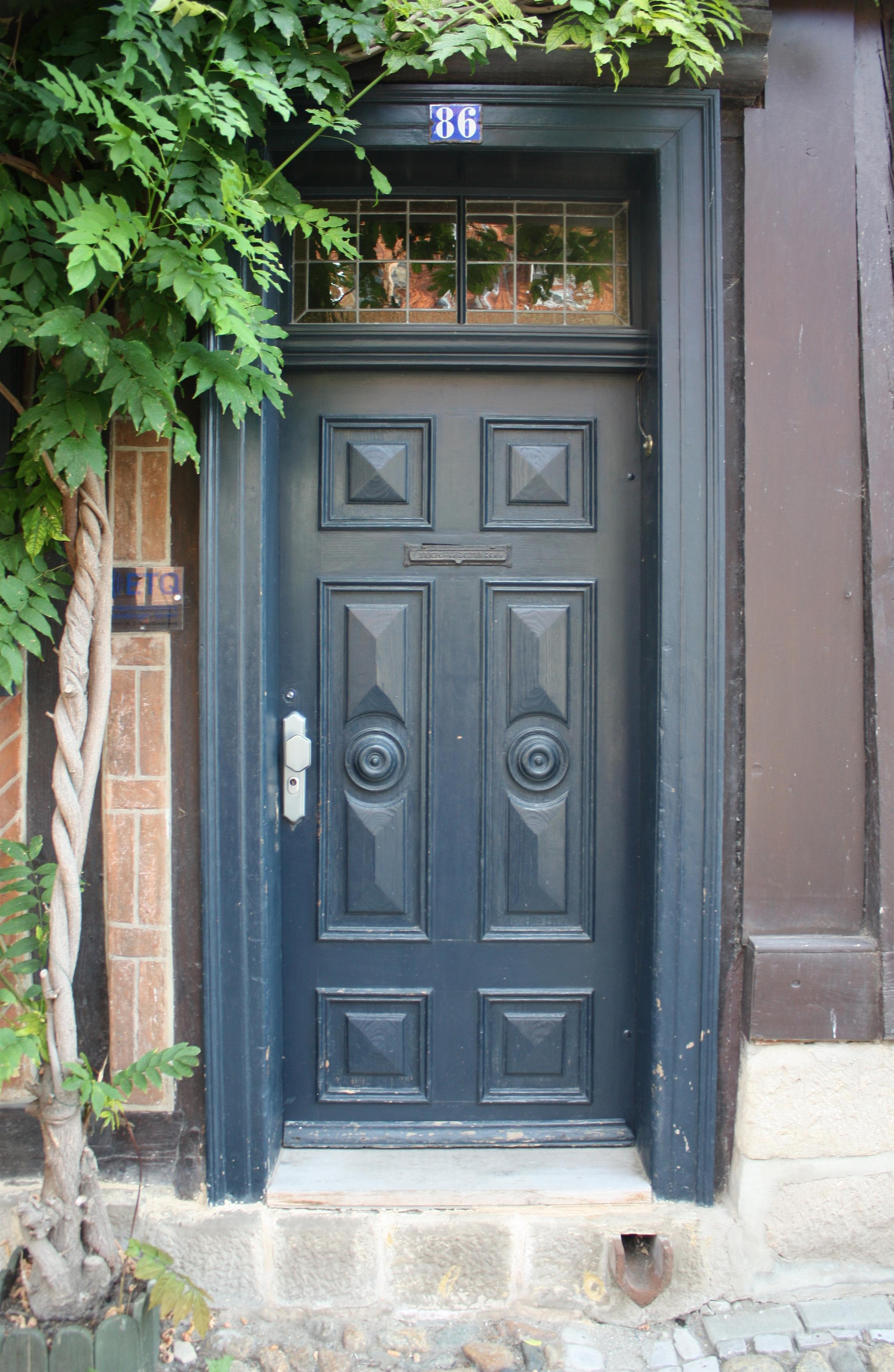
Haustür

Das zweigeschossige Fachwerkhaus wurde 1797 vom Zimmermann Johann G. Stegmann gebaut. Auf ihn verweist die mit einem vereinfachten Wappen versehene Inschrift J.G.STEGMAN ZIM.M. Die Gefache sind mit unterschiedlichen Ziermauerwerk versehen. Bedeckt ist das Gebäude von einem auffälligen Mansarddach.